# San Benito (Michoacán)
San Benito es una localidad del estado mexicano de Michoacán. Es parte del municipio de Los Reyes.

## Toponimia
El nombre «San Benito» hace referencia al santo patrono de la localidad: Benito de Nursia.

## Demografía
| Gráfica de evolución demográfica |
|                                  |

| Censo | Población |
| ----- | --------- |
| 1900  | 101       |
| 1910  | 166       |
| 1921  | 123       |
| 1930  | 216       |
| 1940  | 255       |
| 1950  | 283       |
| 1960  | —         |
| 1970  | 424       |
| 1980  | 579       |
| 1990  | 624       |
| 2000  | 967       |
| 2010  | 1175      |
| 2020  | 1386      |